# Disney Channel (Italien)
 For alternative betydninger, se Disney Channel (flertydig). (Se også artikler, som begynder med Disney Channel)
Disney Channel Italien er den italienske Disney Channel